# Antoine Rigoulet
Antoine Rigoulet a été abbé commendataire de Mozac en Basse-Auvergne (France) de 1613 à 1640. Il mourut abbé de Mozac avant le 30 janvier 1640.
Il était maître ès arts, bachelier en théologie et conseiller aumônier du roi. Il demeurait à Lyon.
Il obtint la direction de l'abbaye de Mozac par le pape Paul V avec l'agrément du roi Louis XIII, après résignation de l'abbé Nicolas de Neufville.

## Prise de possession de l'abbaye
Il en a pris possession le 6 mars 1613 devant Jehan Desgranges notaire royal, par Antoine Desmaisons chanoine de Saint-Cerneuf ; il fut installé par dom Guillaume Vergès, prieur et chantre de Mozac, qui lui mit en mains le bâton abbatial, lui fit baiser les reliques des saints Pierre, Paul et Jean, le fit asseoir à la stalle de l'abbé, la première à droite en entrant dans le chœur, en présence de frères Bonnet Guytard aumônier, Anthoine Arnoux sacristain, Amable Eydieu, Martin Rossignol et Louis Bouchereau, tous religieux de Mozac et Gabriel Legrand novice et de Jehan Desmonds curé de Riom, Gilbert Chabre et Anthoine Dumas avocats au présidial de Riom, ledit Dumas bailli de Mozac, Guillaume Eschalier greffier du bailliage et Jehan Faure portier de Mozac.
Son blason est peint à deux reprises sur le manteau d'une cheminée dans le prieuré Saint-Léger de Royat qui dépendait de l'abbaye de Mozac.

### Sources
- Archives départementales du Puy-de-Dôme, 6 F 92 (fonds Adam).